# شهرستان کلارک (ویرجینیا)
شهرستان کلارک، ویرجینیا (به انگلیسی: Clarke County, Virginia) یک سکونتگاه مسکونی در ایالات متحده آمریکا است که در ویرجینیا واقع شده‌است.

## خصوصیات
شهرستان کلارک ۴۶۱٫۰۲ کیلومترمربع مساحت دارد.

## نگارخانه

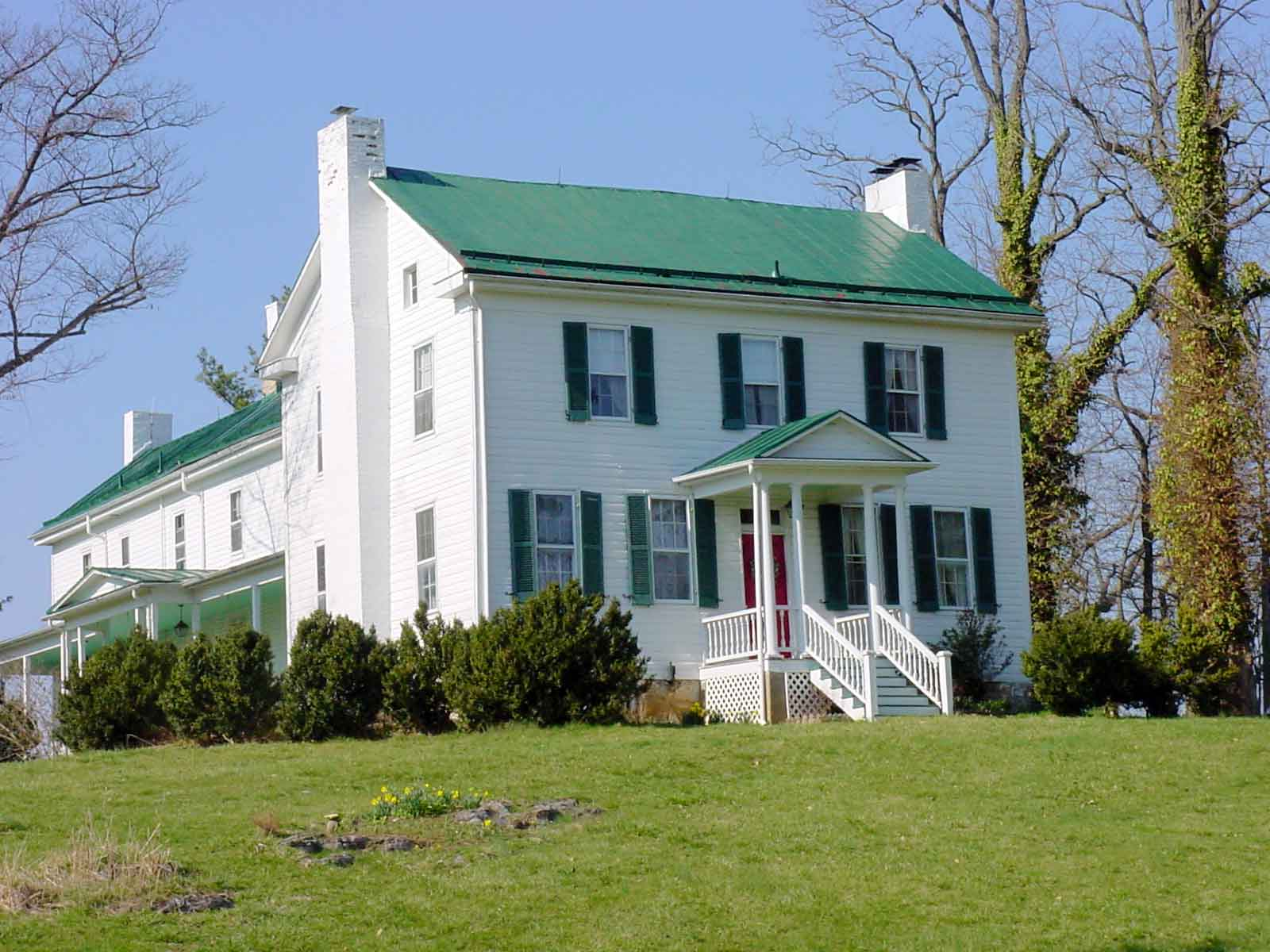
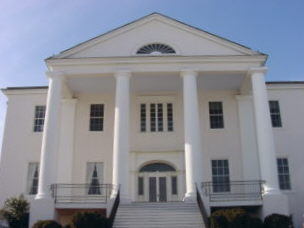
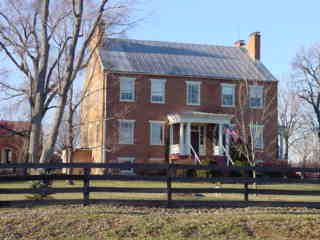